# Peter Blum
Pour les articles homonymes, voir Blum.
Peter Henryk Blum (né le 8 octobre 1964 à Elbląg) est un peintre allemand.

## Biographie
Peter Blum grandit à Fulda. Après l'abitur, il fait des études à l'école des beaux-arts de Cassel auprès de Kurt Haug puis après son diplôme est accueille par la Kunststation Kleinsassen.
Peter Blum a plus de 110 expositions en Allemagne et à l'étranger, comme à la Künstlerhaus Wien, la Kunsthalle Giessen, au Vonderau Museum ou la Hay Hill Gallery à Londres.
En 2004, Blum attire l'attention lorsque sa peinture Praline doit être détruite après un procès avec le modèle.
Peter Blum vit et travaille à Motten.

## Source de la traduction
- (de) Cet article est partiellement ou en totalité issu de l’article de Wikipédia en allemand intitulé « Peter Blum (Maler) » (voir la liste des auteurs).